# Helmut Henzler
Helmut Henzler (* 26. September 1948 in Frickenhausen) ist deutscher Unternehmer und ein ehemaliger Automobilrennfahrer. Er ist der Onkel von Wolf Henzler.

## Karriere
Helmut Henzler begann 1970 mit seiner Motorsportkarriere. In dem Jahr startete er mit einem Porsche 911 T bei einigen Nichtmeisterschafts-Rennen und einigen Rennen der Deutschen Automobil-Rundstrecken-Meisterschaft (DARM) in der GT+2.0-Klasse und siegte bei einem Nichtmeisterschafts-Rennen in Mainz-Finthen. Ein Jahr später siegte er mit einem Porsche 911 S beim DARM-Rennen 1971 in Faßberg.
1972 wechselte er kurzzeitig in den Formelsport und fuhr eine Saison in der Formel Super V, in der er den 13. Platz belegte.
1973 ging er mit einem Porsche 911 Carrera RSR in der Tourenwagen-Europameisterschaft (ETCC) und in der 1. Division der Deutschen Rennsport-Meisterschaft (DRM) an den Start.
Nach einer Pause setzte er 1976 einen VW Scirocco zunächst in einem Nichtmeisterschafts-Rennen und ein Jahr später zumeist mit Manfred Mohr oder Willi Bergmeister in der 2. Division der ETCC ein. 1977 startete er bei einem Lauf der Sportwagen-Weltmeisterschaft. Das 1000-km-Rennen auf dem Nürburgring konnten er und Willi Bergmeister jedoch nicht beenden.
1978 stieg Henzler wieder in die Formel Super V 1600 ein und gewann mit einem March-Rennwagen den Titel der Europäischen und der Deutschen Meisterschaft.
Im folgenden Jahr startete er in der Europäischen Formel-3-Meisterschaft und im Deutschen Formel-3-Cup. 1980 fuhr er eine Saison mit einem Maurer MM80-Rennwagen in der Formel-2-Europameisterschaft.
1981 wechselte er in die DRM und fuhr dort eine Saison für das BASF Cassetten/Team GS-Sport mit einem BMW M1 in der 1. Division. Den DRM-Lauf in Wunstorf konnte er gewinnen und am Saisonende belegte er den siebten Platz.
Parallel fuhr er zusammen mit Derek Bell einen BMW M1 Gr.5 beim 1000-km-Rennen auf dem Nürburgring und beendeten es mit den 33. Platz.
Helmut Henzler startete zusammen mit Hans-Joachim Stuck und Jean-Pierre Jarier beim 24-Stunden-Rennen von Le Mans 1981. Wegen eines Unfalls mussten sie den BMW M1 Gr.5 vorzeitig abstellen.
Danach beendete Henzler seine Motorsportkarriere. Heute ist er Geschäftsführer eines Dienstleistungsunternehmens.

## Statistik

### Le-Mans-Ergebnisse
| Jahr | Team                         | Fahrzeug | Teamkollege        | Teamkollege        | Platzierung | Ausfallgrund |
| ---- | ---------------------------- | -------- | ------------------ | ------------------ | ----------- | ------------ |
| 1981 | BASF Cassetten Team GS Sport | BMW M1   | Hans-Joachim Stuck | Jean-Pierre Jarier | Ausfall     | Unfall       |

### 1000-km-Rennen auf dem Nürburgring-Ergebnisse
| Jahr | Team             | Fahrzeug     | Teamkollege       | Platzierung | Ausfallgrund |
| ---- | ---------------- | ------------ | ----------------- | ----------- | ------------ |
| 1977 | Spiess Tuning    | VW Scirocco  | Willi Bergmeister | Ausfall     | Defekt       |
| 1981 | EMKA Productions | BMW M1 Gr. 5 | Derek Bell        | Rang 33     |              |